# Вангелис
Евангелос Одисеас Папатанасију (грч. Ευάγγελος Οδυσσέας Παπαθανασίου; Волос, 29. март 1943 — Париз, 17. мај 2022), познат као Вангелис, био је грчки композитор и извођач. Један је од најпознатијих и најзначајнијих грчких композитора свих времена.
Познат је по компоновању музике за знамените филмове Ватрене кочије (добио Оскара), Истребљивач и Александар. Професионалну музичку каријеру започео је шездесетих година 20. века сарађујући са неколико познатих рок бендова као што су The Forminx и Aphrodite's Child, а због албума „666“ је окарактерисан као класични психоделични музичар. Током седамдесетих година 20. века сарађује са водећим певачем прогресивног рок бенда Yes, Јоном Андерсеном, и под заједничким уметничким именом „Јон и Вангелис“ објављују неколико албума.
Током каријере написао је и компоновао око 60 албума, а музички критичари сматрају га једним од највећих композитора електронске музике свих времена. Године 1992. Француска је уручила Вангелису орден за допринос у области уметности (Ordre des Arts et des Lettres). Од 2008. године почасни је доктор наука.

## Детињство и младост
Евангелос Одисеас Папатанасију је рођен 29. марта 1943. у Агрији, приобалском граду у Магнезији, Тесалија, Грчка, а одрастао је у Атини. Његов отац Јулисиз се бавио некретнинама и био је аматерски спринтер; његов син га је описао као „великог љубитеља музике”. Он је имао једног брата, Нику. Вангелис је развио интерес за музику већ у својој четвртој години, компонујући на породичном клавиру и експериментишући са звуковима стављајући ексере и кухињске тигање унутар њега, као и експериментишући са радио сметњама. Кад је имао шест година родитељи су га уписали на музичку наставу, али је Вангелис касније рекао да су покушаји његових родитеља да студира „пропали”, јер је више волео да самостално развија технику. Он сматра срећном околношћу, што није похађао музичку школу, јер би то омело његову креативност, и што је научио да свира по памћењу. „Када би ме наставници замолили да нешто свирам, претварао бих се да читам, а свирао бих из меморије. Нисам их преварио, али није ме се тицало”.
Евангелос је сматрао да је традиционална грчка музика била посебно важна у његовом детињству, али је у дванаестој години развио интересовање за џез и рок. Са петнаест година почео је да формира школске бендове, не да би пратио друге музичаре, већ забаве ради. Вангелис је купио свој први Хамонд орган у осамнаестој години. Године 1963. Вангелис и три школска пријатеља покренули су петочлани рок бенд The Forminx, свирајући пјесме и оригинални материјал који је углавном написао Вангелис са енглеским лириком радио ДЈ-а и продуцента Ника Масторакиса. После девет синглова и једног божићног ЕП-а, који је био успешан широм Европе, група се распала 1966. године.

## Каријера

### 1963–1974: Рани соло пројекти и Афродитино дете
Након раздвајања Форминкса, Вангелис је наредне две године провео углавном у студију, пишући и продукујући за друге грчке уметнике. Написао је музику за три грчка филма: Мој брат, саобраћајни полицајац (1963) у режији Филипоса Филактоса, 5.000 лажи (1966) Гиоргоса Константинуа и To Prosopo tis Medousas (1967) Никоса Коундуроса. За то време, Вангелис је радио на партитурама за Френзи (1966) за редитеља Јана Кристијана, Apollo Goes on Holiday (1968) за Џорџа Скаленакиса и Antique Rally (1966).
Године 1968, 25-годишњи Вангелис је желео да настави своју каријеру и, усред политичких превирања око државног удара 1967, отишао је из Грчке за Лондон. Није му било дозвољено да уђе у УК, те се настанио у Паризу наредних шест година. Касније 1968, формирао је прогресивни рок бенд Афродитино дете са Демисом Русосом, Лукасом Сидерасом и Анаргиросом „Силвер” Коулоурисом. Њихов дебитантски сингл „Rain and Tears” постигао је комерцијални успех у Европи након чега су уследили албуми End of the World (1968) и It's Five O'Clock (1969). Вангелис је осмислио идеју њиховог трећег, 666 (1972), двоструког концептуалног албума заснованог на Књизи откровења. Широко је препознат као класик прогресивног психоделичног рока. Након повећања тензија током снимања 666, група се разишла 1971. године. Вангелис је продуковао будуће албуме и синглове свог певача Демиса Русоса. Вангелис се после разлаза присећао: „Нисам више могао да пратим комерцијални приступ, било је веома досадно. Мораш да урадиш тако нешто на почетку за шоубиза, али након што почнеш да радиш исту ствар свакодневно, не можеш да наставиш.”
Од 1970. до 1974. Вангелис је учествовао у различитим соло пројектима на филму, телевизији и у позоришту. Компоновао је музику за Sex Power (1970) у режији Хенрија Чепијера, а затим за Salut, Jerusalem 1972 и Amore 1974. Године 1971, учествовао је у серији џем сесија са разним музичарима у Лондону што је резултирало издавањем два албума без Вангелисове дозволе 1978: Hypothesis и The Dragon. Вангелис је успео да предузме законске мере да буду повучени. Године 1972, изашао је његов деби соло албум Fais que ton rêve soit plus long que la nuit, француски за Нека ваш сан траје дуже од ноћи. То је било инспирисано француским студентским немирима 1968. године, након којих је Вангелис одлучио да напише „poème symphonique“ како би изразио своју солидарност са студентима, која се састоји од мјузикла са исечцима вести и протестних песама; неки текстови су засновани на графитима исцртаним по зидовима током немира.. Албум са саундтраком који је Вангелис изводио за документарну серију о дивљим животињама Фредерика Росифа из 1970. године објављен је као L'Apocalypse des animaux (1973). Вангелис је такође произвео музику за филм Хенрија Чепијера Amore (1973).

## Дискографија
- (1970) Sex Power
- (1972) Fais Que Ton Rêve Soit Plus Long Que la Nuit
- (1973) Earth
- (1973) L'Apocalypse des Animaux
- (1975) Heaven and Hell
- (1976) Albedo 0.39
- (1976) La Fête Sauvage
- (1977) Ignacio
- (1977) Spiral
- (1978) Beaubourg
- (1978) Hypothesis (Visions of the Future)
- (1979) The Dragon
- (1979) China
- (1979) Opera Sauvage
- (1980) See You Later
- (1981) Chariots of Fire
- (1982) Blade Runner
- (1983) Antarctica
- (1984) Soil Festivities
- (1985) Mask
- (1985) Invisible Connections
- (1988) Direct
- (1990) The City
- (1992) 1492: Conquest of Paradise
- (1995) Voices
- (1996) Oceanic
- (1998) El Greco
- (2001) Mythodea — Music for the NASA Mission: 2001 Mars Odyssey
- (2004) Alexander
- (2007) El Greco: Original Motion Picture Soundtrack
- (2007) Blade Runner Trilogy: 25th Anniversary (3 CD)
- (2012) Chariots of Fire - The Play
- (2016) Rosetta
- (2019) Nocturne: The Piano Album
- (2021) Juno to Jupiter